# Bassecourt
Bassecourt (niem. Altdorf) − miejscowość w północno-zachodniej Szwajcarii, w kantonie Jura, w gminie Haute-Sorne, we francuskojęzycznej części kraju, w kantonie Jura. 31 grudnia 2012 roku liczyło 3492 mieszkańców. Do 31 grudnia 2022 samodzielna gmina.